# Cabo de Antifer
El cabo de Antifer (del francés: Cap d'Antifer) es un cabo de Francia localizado en aguas del Canal de la Mancha, cuyos acantilados de creta se extienden al norte de la ciudad de Le Havre y al suroeste de Etretat. Administrativamente, pertenece al departamento de Sena Marítimo, en la región de Normandía, 
A unos tres kilómetros al sur del cabo se construyó en 1975 una instalación portuaria para superpetroleros, que pueden recargar el petróleo en barcos más pequeños aquí. Un muelle de 3,5 km de longitud protege el puerto.
Las condiciones del viento en el cabo y el puerto hacen que este tramo de costa sea especialmente atractivo para los amantes del windsurf. 

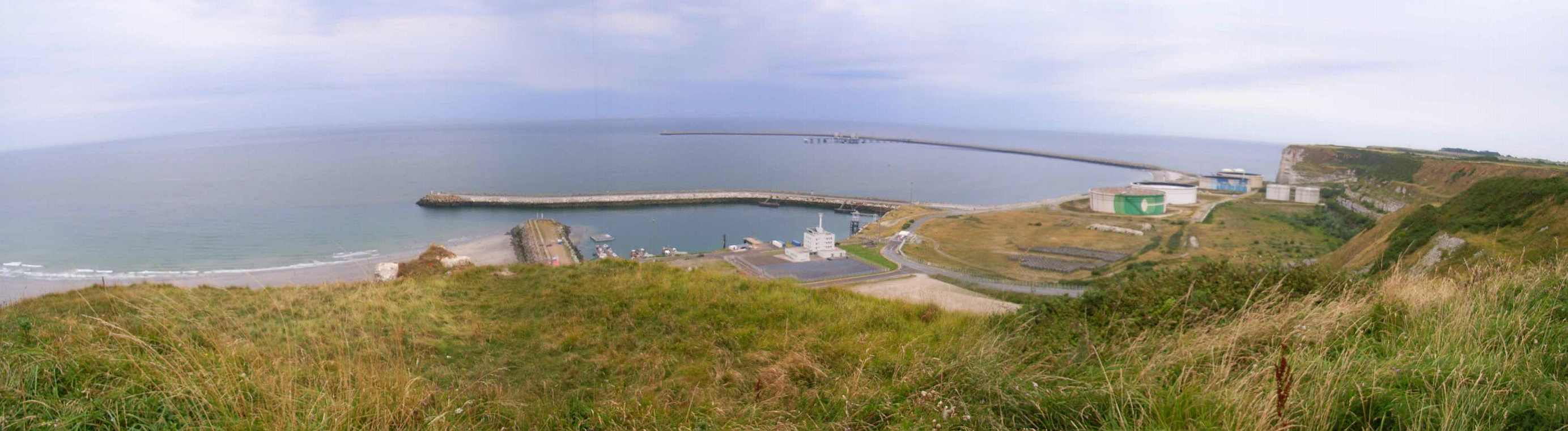
Vista del complejo portuario y el cabo Antifer en el fondo derecho

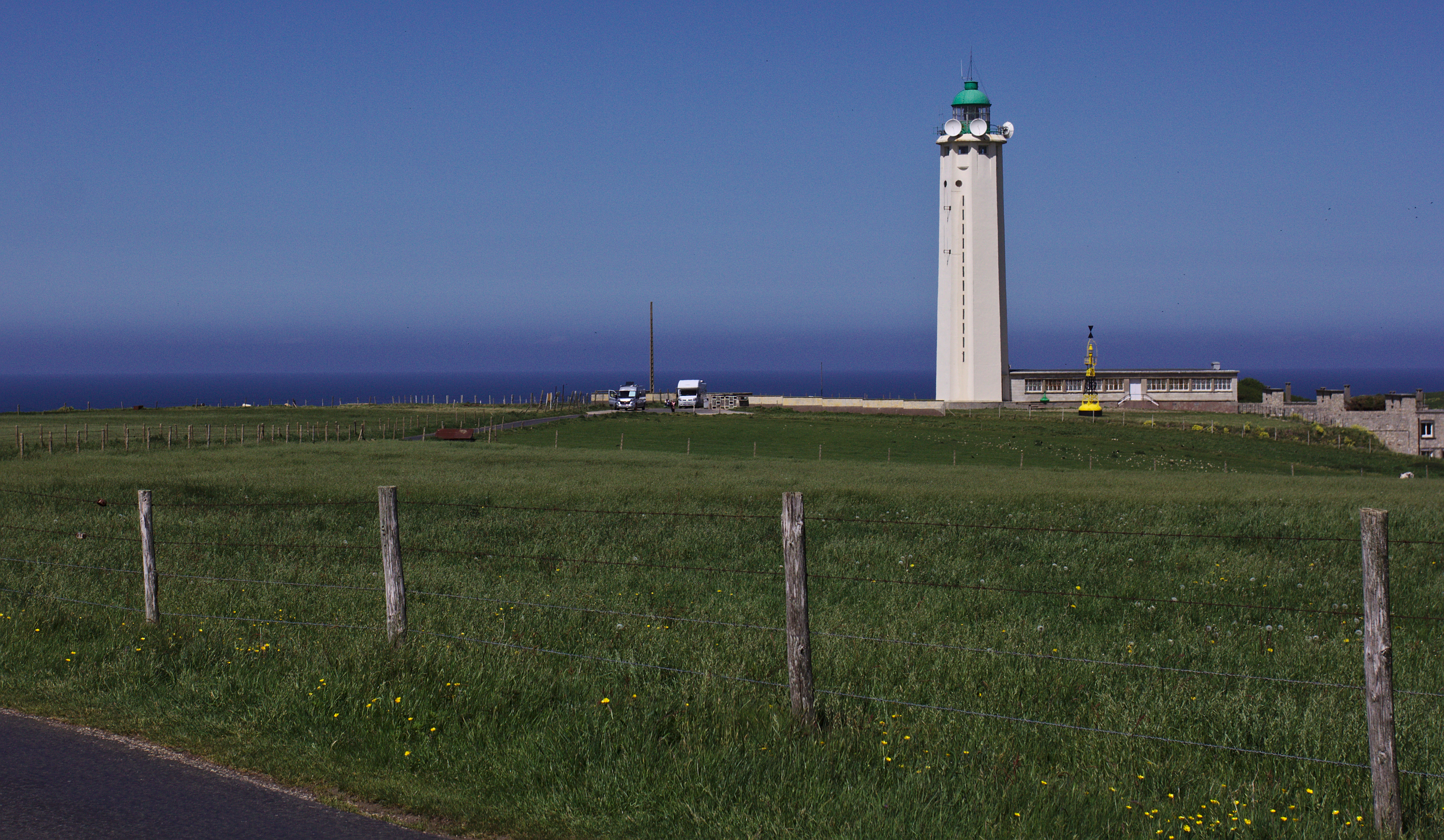
Faro del cabo

|